# Dorfkirche Kraschwitz

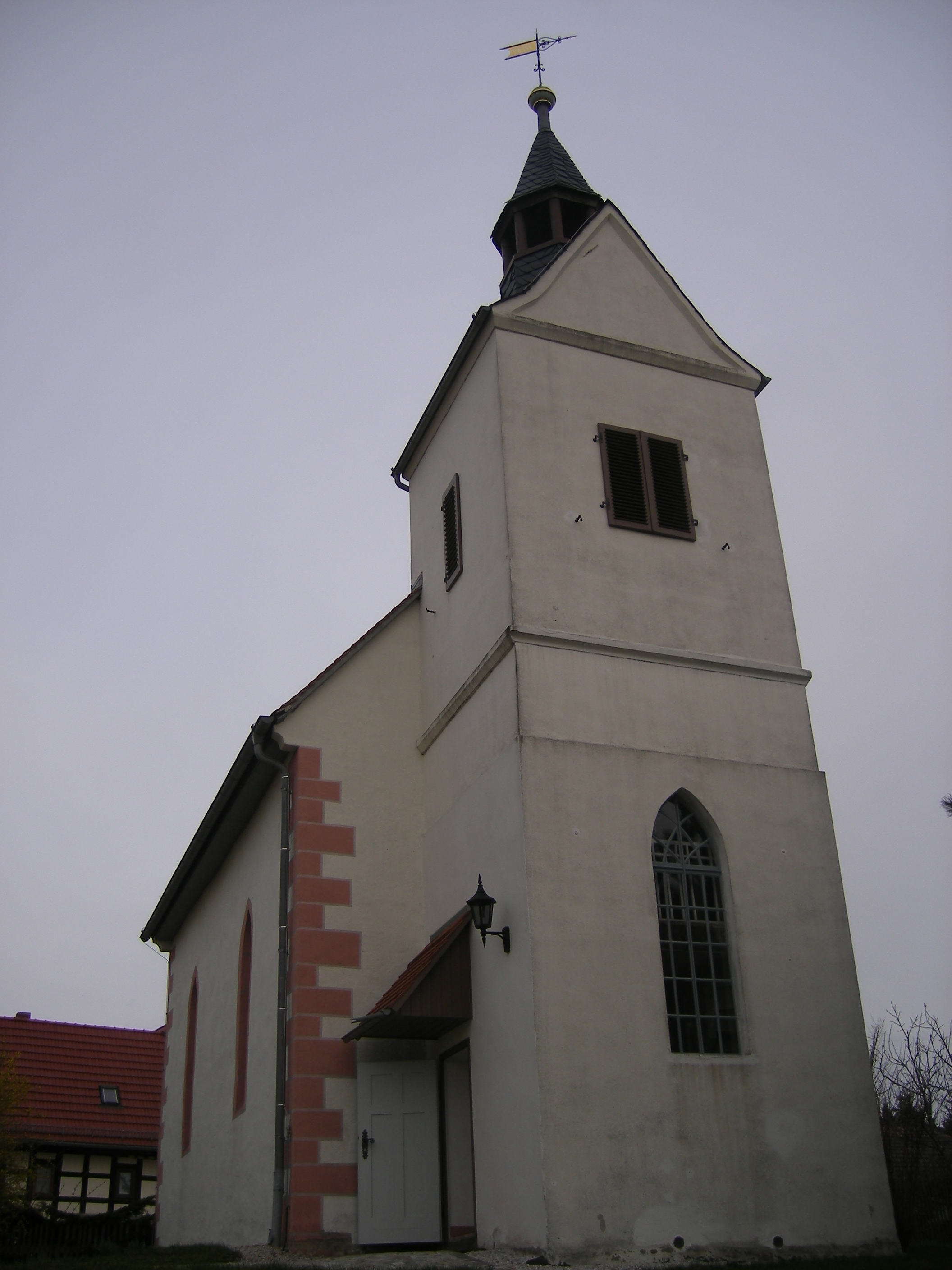
Die Kirche

Die evangelisch-lutherische Dorfkirche Kraschwitz steht im Ortsteil Kraschwitz der Gemeinde Nobitz im Landkreis Altenburger Land in Thüringen.

## Geschichte
Die kapellenähnliche Dorfkirche wurde von den Brüdern Pruzze gestiftet und 1380 erbaut. Sie gehörte 1487 zum St.-Georgen-Stift Altenburg, 1540 war sie Tochterkirche von Windischleuba und seit 1882 gehört sie zur Kirchgemeinde Nobitz.

## Architektur
Sie ist ein einfacher Sakralbau und besitzt Spitzbogenfenster. Die kleine Kirche steht mitten im Ortsteil auf einer kleinen Anhöhe.
1812 wurden die Kirche und Teile des Dorfes durch einen Großbrand bedeutend beschädigt. Das Dach brannte ab. Die zwei Glocken zerschmolzen. Aber das feste Gewölbe wurde meist gerettet. Noch im gleichen Jahr erfolgte der Aufbau und die Kirchweihe konnte durchgeführt werden. 1818 schaffte man die neuen Glocken an. 1837 war wohl nach dem schnellen Aufbau die Kirche so baufällig geworden, dass sie umfassend erneuert werden musste. An der Westseite wurde eine schmale Vorhalle mit einem etwas überragenden Kirchturm angebaut, auf seinem Dach steht ein achteckiger Tabernakelaufsatz mit Helm.
Durch den Anbau wurde die Kirche geräumiger und heller. 1974 erfolgte eine Neueindeckung des Daches. 1996 wurde mit Fördermitteln die Außenrenovierung der Kirche vorgenommen. Der Turmknopf wurde nachgebaut. Das Mauerwerk wurde erneuert und farbig gestrichen. Die Wiedereinweihung fand am 18. August 1996 statt.